# Ekke Overbeek
Ekke Bernard Overbeek (ur. 22 września 1970) – holenderski dziennikarz i pisarz literatury faktu mieszkający w Polsce, autor publikacji na temat wykorzystywania seksualnego w Kościele katolickim, m.in. książki Maxima culpa. Jan Paweł II wiedział, która wywołała szeroką debatę w Polsce.

## Życiorys
Od 1999 pracował jako korespondent dzienników „Trouw”, „De Tijd” i innych niderlandzkich mediów w Europie Centralnej. Publikował po polsku m.in. w OKO.press. Jako dziennikarz opisywał też przypadki antysemityzmu oraz rusofobii w Polsce. Zajmował się również molestowaniem seksualnym w polskim Kościele; podjął współpracę z Markiem Lisińskim, prezesem Fundacji „Nie lękajcie się”.
Współtworzył film Silence in the Shadow of John Paul II (2013) – pierwszy film na temat wykorzystywania seksualnego dzieci w polskim kościele. Wystąpił w reportażu telewizyjnym Marcina Gutowskiego Franciszkańska 3.

### Maxima culpa. Jan Paweł II wiedział
Jego książka Maxima culpa. Jan Paweł II wiedział (2023) na temat wiedzy Jana Pawła II o molestowaniu seksualnym dzieci i młodzieży w Kościele katolickim wywołała szeroką debatę w Polsce. Szereg mediów, w tym Telewizja Polska; a także historycy Karol Nawrocki (prezes IPN), Marek Lasota (dyrektor Muzeum AK), Rafał Łatka, Paweł Skibiński, watykanista Michał Kłosowski oraz biskupi: Grzegorz Ryś, Wacław Depo, Marek Jędraszewski oraz kardynał Konrad Krajewski zarzucili Overbeekowi nierzetelność, błędy metodologiczne, fałsz oraz opieranie się na dokumentach wytworzonych przez Służbę Bezpieczeństwa. Dziennikarze „Rzeczpospolitej” Tomasz Krzyżak i Piotr Litka stwierdzili, że na podstawie dokumentów zgromadzonych w IPN nie da się zarzucić Janowi Pawłowi II celowego krycia pedofilów w czasie, gdy był on arcybiskupem archidiecezji krakowskiej. Publikacja Ekke Overbeeka spotkała się również z krytycznym przyjęciem w holenderskim chrześcijańskim dzienniku „Nederlands Dagblad”.
Ekke Overbeek odpierał te zarzuty; twierdził, że materiały wytworzone przez Służbę Bezpieczeństwa stanowią główny zasób archiwalny IPN i są materiałem źródłowym do badań historycznych. Z uwagi na nastroje społeczne wokół publikacji, planowane na marzec 2023 spotkanie autorskie z Overbeekiem w Krakowie zostało odwołane przez organizatorów z obawy o bezpieczeństwo. Za publikację o Janie Pawle II otrzymał od Stowarzyszenia Dziennikarzy Polskich tytuł „Hieny Roku 2023” przyznawaną za „szczególną nierzetelność i lekceważenie zasad etyki dziennikarskiej”. Książkę Maxima Culpa poleciły na łamach Forbes Woman Katarzyna Janowska i Kinga Sabak. W ocenie Pawła Sękowskiego autor Maxima Culpa przy swojej publikacji „wykonał kawał rzetelnej roboty”.

## Książki
- Lękajcie się; ofiary pedofilii w polskim kościele mówią. Czarna Owca, 2013. Brak numerów stron w książce
- Eurotopper Tusk: het nieuwe Polen in Europa. Uitgeverij Conserve(inne języki), 2015. Brak numerów stron w książce[3][40]
- Maxima culpa. Jan Paweł II wiedział. Agora SA, Nisza, 2023. Brak numerów stron w książce[41]

## Filmografia
- Silence in the Shadow of John Paul II (2013)